# Józef Trajtler
Józef Szügyi Trajtler (ur. 19 lutego 1877, zm. 31 stycznia 1923) – inżynier węgierskiego pochodzenia, starszy radca kolejowy, naczelnik kolejowego Urzędu Ruchu w Bydgoszczy.

## Życiorys
Urodził się 19 lutego 1877 w Budapeszcie. Uzyskał dyplom inżyniera na Politechnice Budapeszteńskiej, a następnie podjął pracę w biurze geodezyjnym. Był specjalistą w dziedzinie budowy linii kolejowych w Bośni i Hercegowinie, będących częścią monarchii Austro-Węgierskiej. W 1912 został inspektorem wydziału konserwacji linii kolejowych w Bośni i Hercegowinie. do jego obowiązków należało projektowanie linii kolejowych, mostów, tuneli, sieci wodociągowych i budynków.
Po zakończeniu I wojny światowej dowodził co najmniej jednym transportem kolejowym Polaków repatriowanych z Bośni i Hercegowiny. Pod wpływem żony (Cecylia z Bajewskich), która była Polką, odrzucił propozycję objęcia kierownictwa budowy linii kolejowych na wyspie Jawa i przeniósł się do Warszawy. Jako starszy radca został skierowany do Bydgoszczy, gdzie na początku 1920 objął kierownictwo Urzędu Ruchu, podlegającego Dyrekcji Kolei Polskich w Gdańsku. Nie dopuścił do zabrania przez Niemców wagonów i mienia kolejowego. Organizował służbę kolejową.
W czasie wojny polsko-bolszewickiej (1919–1921) Józef Trajtler miał duże zasługi w utrzymaniu w pełnej sprawności transportu kolejowego na terenie II RP. Zapewnił Bydgoszczy połączenia z Poznaniem i Warszawą. Zamieszkiwał wówczas w domu przy ulicy Zygmunta Augusta 34.
Szlachetnym i prawym charakterem zjednał sobie sympatię i szacunek swoich przełożonych i współpracowników. Ciężka, codzienna praca spowodowała jego chorobę i przedwczesny zgon w 1923. „Gazeta Bydgoska” napisała wtedy: Zmarły z pochodzenia Węgier całą swą duszą szlachetną umiłował nowo powstałą Polskę i postanowił całą swą wiedzę i energię poświęcić podniesieniu kolejnictwa w nowo budującym się państwie.
Zmarł na chorobę nowotworową. Jego grób znajduje się na cmentarzu Starofarnym w Bydgoszczy. Zamieszczono na nim węgierski napis Áldott legyen szeretett emléked (pol. Niech będzie umiłowana pamięć po Tobie).

## Upamiętnienie
25 września 2013 na wniosek konsula honorowego Węgier w Bydgoszczy Rada Miasta podjęła uchwałę o nazwaniu ronda u zbiegu ulic Rycerskiej, Zygmunta Augusta i Zaświat imieniem Józefa Szugyi Trajtlera. Uroczyste nadanie nazwy skrzyżowaniu miało miejsce 11 grudnia 2013.